# Elecciones presidenciales de la República Dominicana de 2008
Las elecciones presidenciales de República Dominicana de 2008, libres en la democracia Dominicana desde 1962 (Sin incluir las de 1970 y 1974) se celebraron el viernes 16 de mayo de 2008. La participación fue de un 71.4% del total de inscritos (unos 5.8 millones de dominicanos, incluyendo los que también están inscritos en el exterior) Según datos del organismo que organizó las elecciones, la Junta Central Electoral, la abstención de un 30% ha sido la más alta desde 1978 en un certamen electoral. Leonel Fernández del PLD ganó el proceso electoral en la primera vuelta electoral.

## Candidatos
- Leonel Fernández  del centroizquierda y  socioliberal Partido de la Liberación Dominicana a la Presidencia y Rafael Alburquerque para vicepresidente. Ambos se repostulan para un segundo periodo consecutivo. Para Fernández sería el tercero como presidente.

- Miguel Vargas Maldonado del socialdemócrata Partido Revolucionario Dominicano y aliados, agrupados en el Acuerdo de Santo Domingo (Partido Verde de la Unidad Democrática, Movimiento Democrático Alternativo, Alianza Social dominicana y otros) como compañero de boleta fue escogido José Joaquín Puello para Vicepresidente.

- Amable Aristy Castro del centroderecha y  conservador Partido Reformista Social Cristiano.

- Guillermo Moreno García de la coalición de izquierda revolucionaria Acción por el Cambio, encabezada por el Movimiento Independencia Unidad y Cambio MIUCA, María Teresa Cabrera para vicepresidente.

- Eduardo Estrella del centro-izquierda

- Pedro de Jesús Candelier del Partido Alianza Popular.

- Dr. Trajano Santana del centrista radical Partido Revolucionario Independiente.

- Yariel Rivas del izquierdista Congreso Democrático Revolucionario Progresista del Pueblo Cibaeño

## Escogencia de los candidatos
A fines de enero de 2007, el Partido Revolucionario Dominicano organizó la convención en la que Miguel Vargas Maldonado se convirtió en el candidato del PRD tras derrotar a la exvicepresidenta de la república y exsenadora de la capital Milagros Ortiz Bosch y a la Corriente Unitaria obteniendo el 81.13% de los votos válidos (entre 400 y 550 mil). Ortiz Bosch concedió su derrota y después se integró a la campaña presidencial de Miguel Vargas y el PRD
El 6 de mayo el Partido de la Liberación Dominicana se abocó a su congreso elector para la escogencia de su candidato a la presidencia. Al principio los principales candidatos fueron Leonel Fernández, Danilo Medina y José Tomás Peréz. Pero este último declinó a favor de Fernández.
Leonel Fernández obtuvo el 67.89% de un total de 300 mil votos válidos,  Danilo Medina, su enfrentado en la contienda, reconoció su derrota con la famosa frase: El Estado se impuso
En septiembre, el populista y Conservador Partido Reformista Social Cristiano celebró sus primarias para la escogencia del candidato a presidente. Amable Aristy Castro ganó las primarias por un estrecho margen, lo que provocó la ola de cuestionamientos al proceso. Eduardo Estrella, quien fue el perdedor de las primarias impugnó, pero la dirección del PRSC hizo caso omiso. Enojado, salió de las filas del partido, formó un movimiento propio llamado Partido Dominicanos por el Cambio y concretó una alianza con el Partido Revolucionario Social Demócrata de Hatuey De Camps

## Campaña electoral
Una encuesta del último octubre de 2007 dio a Leonel Fernández con un 42%, Miguel Vargas Maldonado del Partido Revolucionario Dominicano el 30% y Amable Aristy Castro del populista Partido Reformista Social Cristiano el 17%. Otra encuesta a mediados de noviembre de 2007 consideró a Fernández en el 40.1%, Vargas Maldonado en el 30.5%, Aristy Castro en 17.2%, Eduardo Estrella del Partido Revolucionario Social Demócrata en 1.5% y a Pedro Candelier del Partido Alianza Popular en 1.1%.
Las últimas encuestas mostraron a Fernández apoyado por el 54% de los votos, a Vargas por el 36% y a Aristy con el 9%. Esta tendencia continuó hasta la última encuesta en abril del 2008.
La oposición y la Sociedad Civil denunciaron que las encuestas fueron manipuladas por el gobierno para dar la percepción de que el gobernante Partido de la Liberación Dominicana era el seguro ganador de las elecciones. Estas denuncias fueron evidentemente falsas, ya que las encuestas fueron confirmadas el día de las elecciones.
La campaña electoral estuvo matizada por las constantes críticas del Presidente Fernández al PRD y a su candidato Miguel Vargas Maldonado acusándolo de representar el retroceso y la anarquía.

## Encuestadoras
Encuestadoras de prestigio como la Hamilton y Penn and Shoen daban una clara victoria de Leonel Fernández y el PLD, algo que fue también cuestionado por la Oposición y las ONG no partidistas. Las encuestas populares y sobre todo de programas independientes daban una victoria de 45 a 39 al PRD, las encuestadoras fueron criticadas y acusadas por parte de casi todos los sectores de la vida nacional de haber sido compradas por parte del gobierno. Según fuentes de los principales periódicos del país, funcionarios del gobierno trabajaban dentro de las mismas.
| Encuestadora | Fecha                    | Ejemplo | Fernández | Vargas | Aristy | Estrella |
| ------------ | ------------------------ | ------- | --------- | ------ | ------ | -------- |
| Noxa-Cies    | 21–26 de abril de 2008   | 1,600   | 54%       | 36%    | 9%     | 1%       |
| Noxa-Cies    | Marzo de 2008            |         | 54%       | 30%    | 8%     | 1%       |
| Noxa-Cies    | Febrero de 2008          |         | 45%       | 31%    | 13%    | 2%       |
| Noxa-Cies    | 20–25 de octubre de 2007 | 1,600   | 42%       | 30%    | 17%    | –        |

## 16 de mayo
El 16 de mayo, después del día 15, la jornada de reflexión, unos 4,1 millones de dominicanos ejercieron su voto.
Durante las elecciones, al filo de las 4 de la tarde, fue apresado y llevado al cuartel principal de las FF. AA. el ex-General (r) Jorge Radhamés Zorrilla Ozuna quien trabajaba en la campaña de Miguel Vargas Maldonado, debido a que el mismo estaba causando disturbios en los centros electorales con la llamada "defensa del voto". 
2 Horas después de cerrada la votación, los primeros resultados no oficiales le deban la victoria de par en par a Miguel Vargas Maldonado y al Partido Revolucionario Dominicano, cuando el vuelco electoral parecía una realidad, se publicó sin autorización de la Junta Central Electoral, encuestas a boca de urna donde daba la victoria al PLD. Las reacciones no se hicieron esperar y desde el PRD se hizo un llamado a la JCE para que sancione a los medios que publiquen esa encuesta y a la propia encuestadora. La JCE dijo que no está bajo su control. La Junta Central Electoral prohibió que para el día de las elecciones y solo después del primer boletín, se podían ofrecer los resultados de encuestas a boca de urna. 
Otra situación que también empaño la jornada, fue la publicación de las actas cuando se pasaban por los escáneres con los resultados donde se enviaban los resultados de las mesas y centros electorales a la JCE, lo que significó la gota que derramó el vaso y obligó a los delegados políticos de los partidos de oposición fueran a la JCE a exigir el cese de las publicaciones de los resultados de los escáneres, la JCE no aceptó.

## Resultados y reacciones
El 17 de mayo, los resultados preliminares de la Junta Central Electoral, basada en el 91% de los recintos, demostró que Fernández fue reelegido con el 53% de los votos, mientras que Vargas tenía el 40% y Aristy el 4,96%. La noche antes, Fernández declaró la victoria, después de recibir los resultados de la Junta Central Electoral, la cual marcaba una tendencia clara. Miguel Vargas Maldonado, en un acto de civismo y en contra de las presiones internas de su partido, concedió su derrota después del boletín n.º 3 a las 11:30 de la noche. 
La trasparencia de las elecciones fue cuestionada por el partido opositor, PRD, alegando un supuesto fraude. También se verificó la veracidad de las encuestas publicadas en los meses de abril y mayo que predecían la victoria del candidato del PLD, con más del 53% de los votos.